# Балка Гусарка
Балка Гусарка (рос. Б. Гусарка) — балка (річка) в Україні у Берестинському та Полтавському районах Харківської й Полтавської областей. Ліва притока річки Сухої Лип'янки (басейн Дніпра).

## Опис
Довжина балки приблизно 8,31 км, найкоротша відстань між витоком і гирлом — 7,80 км, коефіцієнт звивистості річки — 1,07. Формується декількома балками та загатами. На деяких ділянках балка пересихає.

## Розташування
Бере початок на південно-західній стороні від села Чернещина. Тече переважно на південний захід і у селі Павлівка впадає в річку Суху Лип'янку, ліву притоку Лип'янки.

## Цікаві факти
- У XX столітті на балці існували: 1 вівцетоварна ферма, 1 газгольдер та 1 газова свердловина[3].